# 김인석
김인석(한국 한자: 金仁石, 본래 1980년 2월 7일 ~ )은 대한민국의 희극 배우 겸 사회자이다.

## 생애
- 서울에서 출생하고 한때 인천에서 잠시 유년기를 보낸 적이 있으며 이후 서울에서 성장한 그는 1998년 연극배우 첫 데뷔하였고 2년 후 2000년 뮤지컬배우 데뷔하였으며 1년 후 2001년 KBS 한국방송공사 16기 공채 개그맨으로 정식 데뷔하였다.
- 그리고 2014년 11월 28일, 방송인 안젤라 박과 결혼식을 올렸다.

## 학력
- 서울월촌초등학교 1986 ~ 1992 졸업
- 월촌중학교 1992 ~ 1995 졸업
- 양정고등학교 1995 ~ 1998 졸업
- 인하대학교 경제학과 학사

## 방송
- KBS2 《개그콘서트》
  - 〈개그의 신〉
  - 〈공부합시다〉 진행자 역
  - 〈대단해요〉 선생님 역
  - 〈도레미 트리오〉
  - 〈도레미 트리오2〉
  - 〈디테일 김〉 감독 역
  - 〈봉숭아 학당〉
  - 〈아리아리〉
  - 〈애정의 조건〉
  - 〈어머니의 이름으로〉
  - 〈전위예술〉
  - 〈지구를 정복하라〉
  - 〈찔찔이 삼형제〉
  - 〈타락토비〉 나나 역
  - 〈9시 언저리 뉴스〉
- MBC 《인간탐구쇼 아이스크림》
- tvN 《tvNGELS 시즌3》
- Comedy TV 《오션스 세븐》
- MBC every1 《복불복2》
- JEI재능TV 《송은이의 eye to eye》
- tvN 《코미디빅리그》
  - 개통령, 미추미추 팀
  - 〈J-Pop Band X-RAY〉
  - 〈죽어도 좋아〉, 〈황천길 닷컴〉
  - 〈개소리 하고 있네〉, 〈봉대봉대〉
  - 〈응답하라 쌍팔년도〉, 〈명사특강〉, 〈부자유친〉
  - 〈전설의 동아리〉
  - 〈깔끔기획〉(2014년 2쿼터)
  - 〈리액션스쿨〉 김 부장 역
  - 〈아이러브뺀드〉
  - 〈100세 미생〉
  - 〈로 to the 봇〉
  - 〈쇼미더구라〉
  - 〈지구대 김순경〉 경관 또는 교통경찰 역
  - 〈CG 맨〉
  - 〈해피엔드〉
- 채널A 《아트 스쿨》
- KBS1 《체험 삶의 현장》
- KBS2 《비타민》
- MBC 《행복주식회사》
- MBC 《찾아라! 맛있는 TV》
- SBS 《특명! 아빠의 도전》
- SBS 《도전 1000곡》
- Y-STAR 《부부감별쇼 리얼리?》
- tvN 《SNL 코리아 시즌 5》
- KBS2 《왕좌의 게임》
- SBS 《좋은 아침》
- SBS 《2016 희망TV SBS - 희망노래방 부기부기》
- JTBC 《아는 형님》
- JTBC 《한끼줍쇼》
- tvN 《쇼! 오디오자키》
- TV CHOSUN 《내일은 미스터트롯》

## 드라마
- KBS2 아침드라마 《차달래 부인의 사랑》
- KBS2 월화드라마 《트로트의 연인》 - 음악프로그램 ‘서바이벌 명곡’의 대기실 진행자 역[1] (특별출연)
- 웹드라마 《프레시우먼》

## 라디오
- EBS FM 《EBS 책 읽는 라디오 낭독 시리즈》 (2016년)
- tbs 교통방송 《진짜 라디오》 (2019년 10월 5일 ~ 2020년 11월 29일) - 개그맨 윤성호와 함께 진행

## 영화
- 2003년 갈갈이 패밀리와 드라큐라
- 2008년 달콤한 거짓말

## 수상
- 2001년 KBS 개그맨 선발대회 장려상
- 2003년 KBS 연예대상 코미디부문 최우수코너상

## CF
- 2003년 고려제약 하벤플러스 (이재훈, 정형돈과 함께 출연)